# Paolo Lembo
Giovanni Paolo Lembo, S.J. (Benevento, 1570 - Nápoles, 31 de mayo de 1618), fue un jesuita, astrónomo y matemático italiano.

## Biografía
Giovanni Paolo Lembo ingresó en la Compañía de Jesús en Nápoles en 1600. Un astrónomo observacional muy experimentado, construyó el primer telescopio del Colegio Romano en el verano de 1610, donde fue profesor de matemáticas desde 1614 hasta 1617.  En 1610 los jesuitas y altos funcionarios de la iglesia se acercaron a Paolo Lembo, Odo van Maelcote, Christoph Grienberger y Christophorus Clavius, los otros matemáticos del Colegio Romano, para conocer su opinión sobre los nuevos fenómenos que Galileo había descubierto con su telescopio. Grienberger, Malcote y Lembo aceptaron de inmediato las observaciones astronómicas de Galileo. Sin embargo, Claudio Acquaviva, Superior General de la Compañía de Jesús, les pidió que defendieran la visión aristotélica del universo.
Lembo enseñó matemáticas en el Colégio de Santo Antão de Lisboa desde 1615 hasta 1617, donde expuso los sistemas ticónico y copernicano. Durante su estancia en Portugal, Lembo no solo explicó los nuevos sistemas cosmológicos, sino que también propuso un nuevo sistema cosmológico semi-Ticónico. Según el modelo propuesto por Lembo, probablemente inspirado en las teorías de Marziano Capella, Venus y Mercurio orbitan alrededor del Sol, mientras que el Sol, junto con los demás planetas, orbitan alrededor de la Tierra. El modelo cosmológico de Lembo fue adoptado con algunas modificaciones por el astrónomo jesuita Cristoforo Borri.